# Isabella Potì
Isabella Benedetta Potì (Rome, 1995) is een internationaal gerenommeerde Italiaanse kok en banketbakker.
Forbes magazine nam haar in 2017 op in de lijst "Forbes 30 under 30 Europe: The Arts".
Poti leerde bij Cloude Bosni in Londen het vak, en kreeg daarna een interne opleiding bij Martín Berasategui.